# Villanueva de los Caballeros
Villanueva de los Caballeros – gmina w Hiszpanii, w prowincji Valladolid, w Kastylii i León, o powierzchni 34,92 km². W 2011 roku gmina liczyła 214 mieszkańców.